# تسويق بالإحالة
التسويق بالإحالة، هو مبادرة شفهية صممتها شركة لتحفيز العملاء الحاليين على تقديم عائلاتهم وأصدقائهم وجهات الاتصال بهم ليصبحوا عملاء جدد. تختلف عن استراتيجيات الكلام الشفهي البحتة التي يتم توجيهها بشكل أساسي للعملاء مع عدم قدرة الشركة على تتبع محتوى الرسالة والتأثير فيه وقياسه؛ يشجع التسويق بالإحالة المحيل ويكافئه للسماح للشركة بالقيام بذلك. يختلف عن التسويق متعدد المستويات، لا يوجد حافز للعميل الأصلي الحالي لدفع أو التأثير على الإحالات اللاحقة للعميل الجديد - تتم فقط مكافأة تحويل العميل الأولي الأساسي.

## نظرة عامة
التسويق بالإحالة هو أداة تستخدمها العديد من الشركات عبر مجموعة واسعة من الصناعات المختلفة للنمو وبناء قواعد العملاء. في الماضي، كان تسويق الإحالة يركز فقط على نشر المعلومات من خلال التفاعل اللفظي مع شبكة وثيقة. يعتمد تسويق الإحالة في العصر الحديث الآن بشكل كبير على وسائل التواصل الاجتماعي والإنترنت، مما يسمح لنطاق الإحالات بالزيادة بشكل كبير من خلال الوصول إلى جمهور أوسع بكثير. في الآونة الأخيرة، سمح تسويق الإحالة لشركات مثل PayPal و Dropbox و Airbnb بالنمو بشكل كبير من خلال برامج الإحالة المخصصة الخاصة بهم.
هناك ثلاثة عناصر أساسية تساعد في تحديد برامج الإحالة والتمييز بينها وبين WOM العضوية (الكلام الشفهي). إنها شركة مدفوعة من حيث إدارتها بنشاط من قبل الشركة الأم، تختلف عن WOM العضوية التي تتضمن توصية غير مقنعة لمنتجات أو خدمات الشركة من خلال التفاعل الخارجي، بعيدًا عن تأثير الشركة. ثانيًا، هدف شامل لتحويل شبكات العملاء الحاليين للانضمام إلى عملاء جدد. أخيرًا، هي مكافأة أو حافز تمنحه الشركة للعميل الحالي من أجل التحويل الناجح لشبكتهم إلى منتجاتهم و / أو خدماتهم.
يوجد عادةً نوعان من برامج الإحالة: الدفع التحفيزي والدفع غير التحفيزي. الأول أكثر شيوعًا ويتضمن مكافآت مثل النقود أو الجوائز أو الخصومات أو قسائم التسوق أو الخدمة نفسها لفترة محدودة. على سبيل المثال، قد تقدم شركات الاتصالات خصومات أو قسائم للعملاء وقد تقدم شركات بطاقات الائتمان نقاطًا قابلة للاسترداد أو كوبونات أو نقدًا لخدمة جديدة. يفيد برنامج تسويق الإحالة الأخير العميل الحالي من خلال زيادة السمعة واكتساب معاملة خاصة من الشركة الأم من خلال العمل بدون دفع اقتصادي في العروض التقديمية والمنتديات عبر الإنترنت على سبيل المثال.
تم استجواب التسويق بالإحالة من قبل المديرين من أجل الفعالية والفائدة المادية التي يمكن أن يحققها للشركة مقارنةً بـ WOM العضوي والوسائل الأخرى. مخاوف بشأن تكاليف تشغيل تنفيذ برنامج الإحالة، والفوائد الاقتصادية غير المستدامة، والشك في مصداقية الحكم بالنظر إلى الحافز المالي للتوصية، وكذلك إساءة استخدام الإحالات الانتهازية، كل ذلك شكك في قيمة التسويق الإحالة الذي يجلبه إلى الشركة.

## تسويق الإحالة عبر الإنترنت
التسويق بالإحالة عبر الإنترنت هو نهج قائم على الإنترنت، أو نهج البرمجيات كخدمة (SaaS)، لتسويق الإحالة التقليدي. من خلال تتبع سلوك العملاء عبر الإنترنت من خلال استخدام ملفات تعريف الارتباط لمتصفح الويب والتقنيات المماثلة، يمكن أن يؤدي تسويق الإحالة عبر الإنترنت إلى زيادة الوعي بالعلامة التجارية والإحالات وفي النهاية الإيرادات. تسمح العديد من الأنظمة الأساسية للمؤسسات برؤية عائد استثمار الإحالة التسويقي (ROI)، وتحسين حملاتهم لتحسين النتائج. توفر العديد من أحدث الأنظمة للمستخدمين نفس التجربة سواء كانوا على سطح مكتب أو جهاز محمول. يستخدم المسوقون للإحالة غير المتصلين أحيانًا بطاقات عمل قابلة للتتبع. تحتوي بطاقات العمل القابلة للتتبع عادةً على رموز QR تربطها بالمحتوى عبر الإنترنت للبيع مع توفير طريقة لتتبع هذا البيع مرة أخرى إلى الشخص الذي تم مسح بطاقته ضوئيًا.
يركز تسويق الإحالة عبر الإنترنت على التفاعلات بين العملاء. الإنترنت هي قناة شائعة للتسويق القائم على الإحالة. إنه يوفر منافذ وفيرة للعملاء لمشاركة آرائهم ومفضلات المنتجات والتجارب، بما في ذلك موقع الشركة على الويب وعبر وسائل التواصل الاجتماعي مثل LinkedIn و Facebook و Twitter و Google+. يمكن للمسوقين تشجيع الأطراف المُحيلة من خلال تقديم رسائل مكتوبة مسبقًا. يمكن للمدافعين تزويد أفراد عائلاتهم وأصدقائهم بروابط مخصصة بما في ذلك رموز الإحالة الفريدة ومعلومات الإعلان من خلال رسائل البريد الإلكتروني والمدونات والرسائل الفورية. يمكن للشركة منح مكافآت للمدافعين عندما يشتري أفراد أسرهم وأصدقائهم من خلال الرابط.
تساعد هذه التقنيات نفسها أيضًا الشركات على إنشاء نظام يدمج الإحالات في خطة التسويق. من خلال تتبع حركة مرور المستخدمين، يمكن للشركات تقديم إحالات لعملاء آخرين عبر الإنترنت.

## المميزات
هناك مزايا متعددة لبرامج الإحالة عادة يتم مطابقة عملاء الإحالة بشكل أفضل نظرًا لأن العميل الحالي يعرف كلا الطرفين وقادر على تحديد الفوائد التي تعود على العميل الجديد المحتمل ؛ نظرًا لأن المنتج أو الخدمة مفيدة للمحيل؛ فإن العميل المحتمل لديه فرصة مفيدة أكبر أيضًا في العثور عليها. هذا يجلب عملاء أعلى قيمة للشركة أو السلطة بتكلفة أقل.
مع الإحالة من رابط وثيق، هناك آثار على سمعة الإحالة إذا لم يتم استقبال المنتج أو الخدمة بشكل جيد، نظرًا للقيمة الأعلى التي يتم وضعها للتوصية الشخصية بدلاً من الإعلان. وبالتالي، من مصلحة الشخص المُحيل التوصية بمنتج أو خدمة ليست مفيدة فقط للاحتمالات المحتملة ولكن أيضًا شيء استخدموه هم أنفسهم.
حددت الأدبيات أن قيمة العميل والمساهمة المستمدة من برامج الإحالة أعلى بالنسبة للشركة من تلك التي يتم الحصول عليها من وسائل أخرى.
يمكن أن تكون أيضًا بمثابة أداة لقياس مدى صحة رضا العملاء. قد تشير برامج الإحالة عالية الأداء أو الحجم الكبير للإحالة إلى رضا العملاء المرتفع والعكس صحيح.
يمكن أن تساعد برامج الإحالة في إقامة علاقات طويلة الأمد مع العملاء من خلال مطابقة دوافع العملاء وتوقعاتهم مع إحالة عملاء جدد. بهذه الطريقة يمكن أيضًا اعتبار برامج الإحالة كأداة للاحتفاظ بالعملاء الحاليين.

## العيوب
قد لا يكون المحيل محايدًا إذا كان التعويض يعتمد على احتمال انضمام العميل، وليس فقط للإحالة. يمكن أن تضع الحوافز دافعًا خفيًا في نهاية المحيل، والذي يمكن أن يقدم دافعًا «لبيع» الإحالات من أجل الحصول على تعويض. يمكن أن يؤدي هذا إلى عدم اليقين من العميل المُحال، وتقليل الثقة في كل من العميل الحالي والشركة بغض النظر عن المنتج أو الخدمة المباعة. لا يحدث هذا مع WOM الخالصة نظرًا لعدم وجود حوافز تقدم للمُحالين من قبل الشركة للتوصية.
ستعوض الغالبية العظمى من برامج تسويق الإحالة بغض النظر عن طول عمر أو جودة العميل الجديد؛ هذا يخلق خطرًا أخلاقيًا لصالح الانتهازيين ويحتمل أن يضر بصدق التوصيات. يمكن للمُحالين نشر الإحالات إلى جمهور عريض، سواء في وضع عدم الاتصال أو عبر الإنترنت، وتقديم عملاء ذوي جودة منخفضة إلى الأعمال التجارية دون أي عواقب. ومع ذلك، فإن هذا الانتهاك يقابله فوائد برنامج تسويق الإحالة ويجب على الشركات أن تنظر في التنفيذ. اعتمادًا على حجم المكافأة، قد يوصي المُحيلون أيضًا عن قصد لشبكتهم بخدمة أو منتج رديء.
برامج الإحالة ليست مجانية ولها تكاليف تشغيلية لاكتساب عملاء جدد. التكاليف الإدارية، والبرمجيات مع قواعد البيانات للتعرف على المشترين وتتبعهم، والحملات الإعلانية وتكاليف الحوافز ليست سوى بعض من هذه.

## فعالية تسويق الإحالة
هدفت دراسة في عام 2010 من قبل جامعة بنسلفانيا وجامعة جوته في فرانكفورت إلى تحديد العلاقة بين القيمة التي يجلبها العميل إلى الأعمال التجارية من خلال التسويق بالإحالة عبر الإنترنت مقابل الأساليب الأخرى من خلال الإجابة على أربعة أسئلة:
- هل العملاء المحالون أكثر قيمة؟
- هل الفرق في قيمة العميل كبير بما يكفي لتغطية تكاليف جهود اكتساب عملاء WOM المحفزة؟
- هل يتم اكتساب العملاء من خلال برنامج إحالة أكثر قيمة لأنهم يولدون هوامش أعلى، أو يُظهرون نسبة احتفاظ أعلى، أو كلاهما؟
- هل تظل الفروق في الهوامش والاحتفاظ ثابتة أم أنها تتآكل؟[2]

اتبعت هذه الدراسة برنامج الإحالة عبر الإنترنت لأحد البنوك في ألمانيا ورأت أن كل إحالة من قبل عميل حالي ستؤدي إلى مكافأة قدرها 25 يورو. حددت النتائج أن العملاء المحالين كانوا أكثر ربحية ولاءً من العملاء العاديين. كان للعملاء المحالين هامش مساهمة أعلى، ومعدل احتفاظ أعلى، وكانوا أكثر قيمة بشكل عام على المدى القصير والطويل - 16٪ أكثر في الأرباح و 25٪ أكثر قيمة. العميل الذي تمت إحالته لديه فرصة 82٪ في أن يصبح عميلاً نشطًا بعد 33 شهرًا مقارنة بـ 79.2٪. ومع ذلك، فقد وجد أن البرنامج كان أقل فعالية في إحالة الأفراد الذين تزيد أعمارهم عن 55 عامًا أو العملاء ذوي الهامش المنخفض.
حددت هذه الدراسة أيضًا أن العيوب المذكورة أعلاه المرتبطة بالتسويق بالإحالة أقل من الفوائد العامة وأنه يجب مراعاة برامج الإحالة للشركة لتنمية قاعدة عملائها. كما أشار إلى أن برامج الإحالة قادرة على استهداف العملاء ذوي القيمة العالية بشكل أفضل والذين من المرجح أن يحتفظوا بالخدمة المقدمة، بتكلفة أقل من وسائل التسويق التقليدية. فيما يتعلق بالإحالة، وجدوا أن الشركات يجب أن تجعل المكافأة دالة لقيمة العميل الحالي بدلاً من اتباع منافسيها.